# Légtérellenőrző század (Észtország)
A Légtérellenőrző század, röviden ÕSD (észtül: Õhuseiredivisjon) az Észt Légierő egyik egysége, amelynek feladata Észtország légterének ellenőrzése és felügyelete, ehhez több mobil és statikus, telepített rádiólokátorállomást üzemeltet. Parancsnoka 2022. május 27-től Ivar Sammal őrnagy.

## Története
Az egységet 1998. január 1-jén hozták létre az Ämari légibázison, amely napjainkban is az egység fő bázisa.
2000-ben nyitották meg az egység kezelésében lévő észtországi Légi Műveletirányítási Központot (kezdetben Léginavigációs Központ néven). A tevékenységét integrálták a 2000-ben elindított közös baltikumi légtérirányítási rendszerbe, a BALTNET-be. Észtország NATO csatlakozása után megtörtént az integráció a NATO Integrált Légvédelmi és rakétavédelmi Rendszerével (NATINADS), amelyhez az észtországi központ a litvániai Karmėlavában működő Balti Légtérellenőrző Hálózat Regionális Légtérellenőrzési Koordinációs Központján (RASCC) keresztül csatlakozik.
A 2000-es évek elején jelentős modernizáció kezdődött az észt légtérellenőrzésben. 2003-ban nyitották meg az első modern radarállomást Kellaverében, majd egy év múlva Ämariban. 2006-ban állították üzembe a cseh gyártmányú VERA-E passzív radarberendezést. 2013 márciusában, majd 2015 januárjában egy-egy francia gyártmányú, GM403 típusú légtérellenőrző radarállomást helyeztek üzembe. Utóbbi kettő berendezést 2022-ben korszerűsítették.

## Szervezete
- Parancsnokság
- Légi Műveletirányítási központ
- Műszaki egység
  - Muhumi radarállomás (GM403)[3]
  - Tõikamäei radarállomás (GM403)
  - Kellaverei radarállomás (TPS–77)
  - Ämari repülőtéri radarállomás (ASR–8)

## Eszközök
Az egység által üzemeltetett radarberendezések:
- GM403 – A francia ThalesRaytheonSystems által gyártott mobil radar. Egy-egy ilyen berendezés működik a muhui és tõikamäei radaállomáson.
- TPS–77 – Az amerikai Lockheed Martin által gyártott radarberendezés, amely a kellaverei radarállomáson működik 2003 óta.[4]
- ASR–8 – Repülőtéri légtérellenőrző radarberendezés (közelkörzeti radar), amely az Amari légibázison működik és a repülőtér légiirányítását biztosítja.
- VERA–NG – cseh gyártmányú mobil passzív rádiólokátorállomás.